# لا هيغويرا

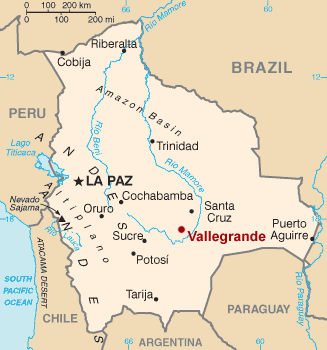
موقع القرية في بوليفيا.لا

هيغويرا (بالإسبانية تعني: «شجرة التين») هي قرية صغيرة تقع في بوليفيا في مقاطعة فالقراندي، في دائرة سانتا كروز.
تبعد قرية نحو 150 كيلومترا عن (خط النحل) جنوب غرب سانتا كروز دي لا سييرا. لا هيغويرا تقع على ارتفاع 1950 متر. عدد سكانها (وفقا لتعداد عام 2001) هو 119.

## أهم أحداثها

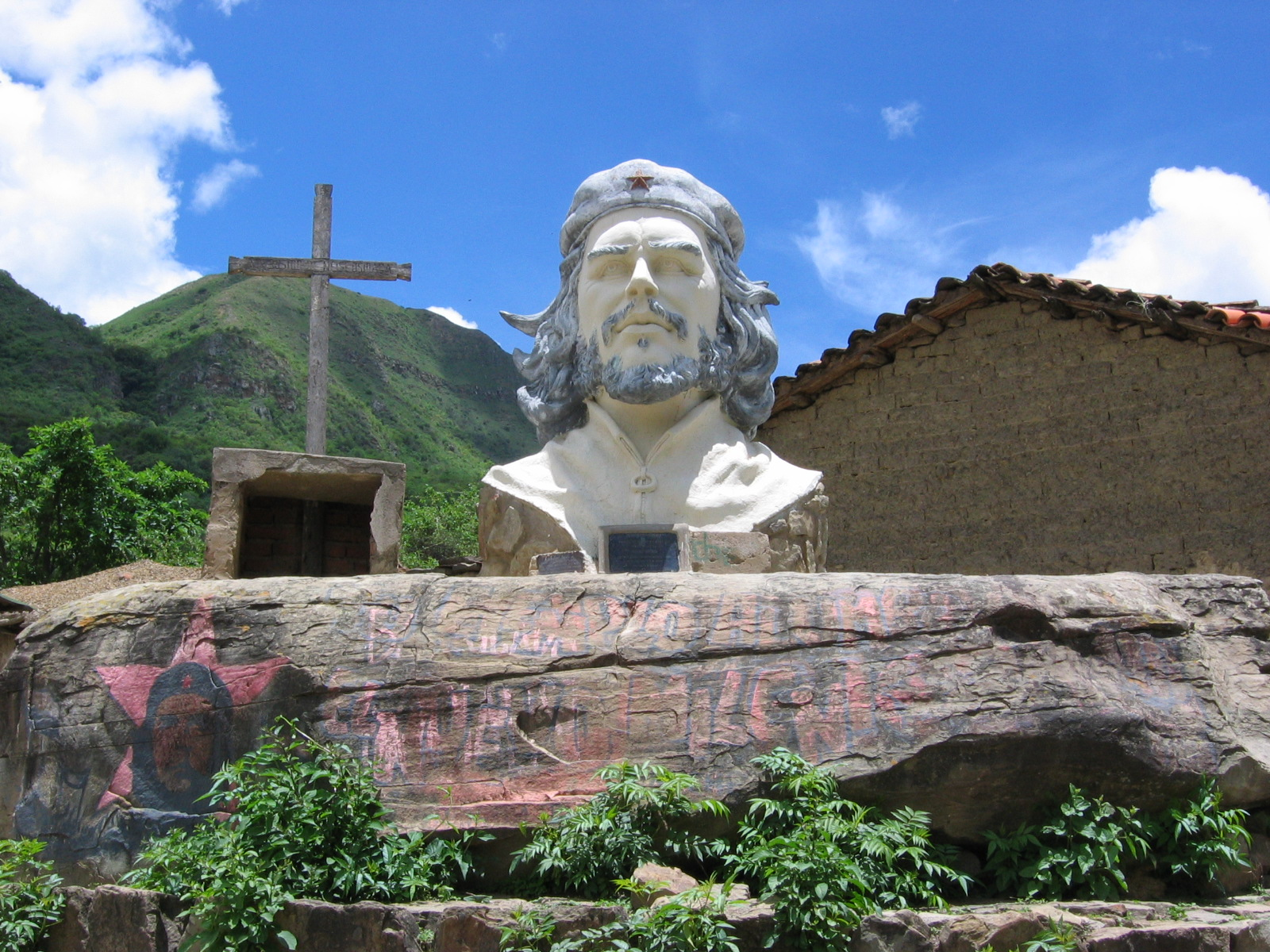
النصب التذكاري لتشي غيفارا في القرية.في

8 أكتوبر 1967، تم القبض على الأرجنتيني الثوري الماركسي تشي غيفارا من قبل الجيش البوليفي بمساعدة وكالة المخابرات المركزية في واد قريب كيبرادا ديل كورو، وإنهاء حملته لخلق ثورة قارية في أمريكا الجنوبية. حبس تشي غيفارا في المدرسة، حيث قتل في اليوم التالي. ثم أحضر الجسم لفالقراندي، حيث تم وضعها على الشاشة وبعد ذلك دفن سرا تحت مهبط للطائرات.
يأتي السياح من جميع أنحاء العالم إلى لا هيغويرا للزيارة. الفرنسي وفتح رجل فرنسي نزل في مكتب التلغراف الذي استخدمه مقاتلي حرب العصابات في محاولاتهم لاقامة اتصال مع العالم الخارجي. وأيضاً قام الأطباء الكوبيين بتوفير العلاج لمجموعات عمال بدون الرسوم. كثير من الناس يصلون إلى" ارنستو سانتو "(سانت ارنستو) الذي يقال انه يحقق المعجزات".
-- دير شبيجل أكتوبر 2007.

## نصب تشي
تم نَصب نُصب تذكاري لتشي غيفارا ونصب تذكاري في المدرسة السابقة التي أعدم فيها، وهذين هما السببين لجذب السياح في هذه القرية. لا هيغويرا هو وقف على «تشي ديل روتا» (تشي غيفارا تريل) الذي افتتح في عام 2004.